# Ormosia sumatrana
Ormosia sumatrana är en ärtväxtart som först beskrevs av Friedrich Anton Wilhelm Miquel, och fick sitt nu gällande namn av David Prain. Ormosia sumatrana ingår i släktet Ormosia och familjen ärtväxter. Inga underarter finns listade i Catalogue of Life.